# Alimentació per filtració

Krill alimentant-se de fitoplàncton (imatges alentides per un factor de 12)

L'alimentació per filtració és un comportament alimentari estès entre alguns grups d'animals aquàtics basat en la filtració sistemàtica i massiva d'aigua. La presa és capturada mitjançant estructures anatòmiques que el separen del seu medi. Hom anomena sovint a aquests animals amb el nom de filtradors o suspensívors, per bé que els termes s'usen de forma indistinta, el terme filtrador sol fer referència a animals que cerquen activament els llocs d'alimentació, mentre que els suspensívors acostumen a viure fixats sobre el substrat en llocs amb forts corrents i que és l'aigua la que passa a través d'ells, cosa que implica una major «passivitat» en la recerca d'aliment. Per aquest motiu, l'alimentació per filtració és típica d'organismes bentònics i, sovint, sèssils. Els filtradors poden tenir un paper important en la clarificació de l'aigua.

## Exemples
Alguns animals que utilitzen aquest mètode d'alimentació són els bivalves, el krill, esponges, briozous, ctenòfors, braquiòpodes, branquiòpodes, canalipalpats, equiürs, cnidaris (gorgònies, coralls i meduses), entoproctes, cogombres de mar, foronidis, sipúnculs, urocordats, tunicats, poliquets. Entre els vertebrats hi ha algunes aus, com el flamenc, balenes filtradores, i molts peixos (incloent alguns taurons).

### Flamencs

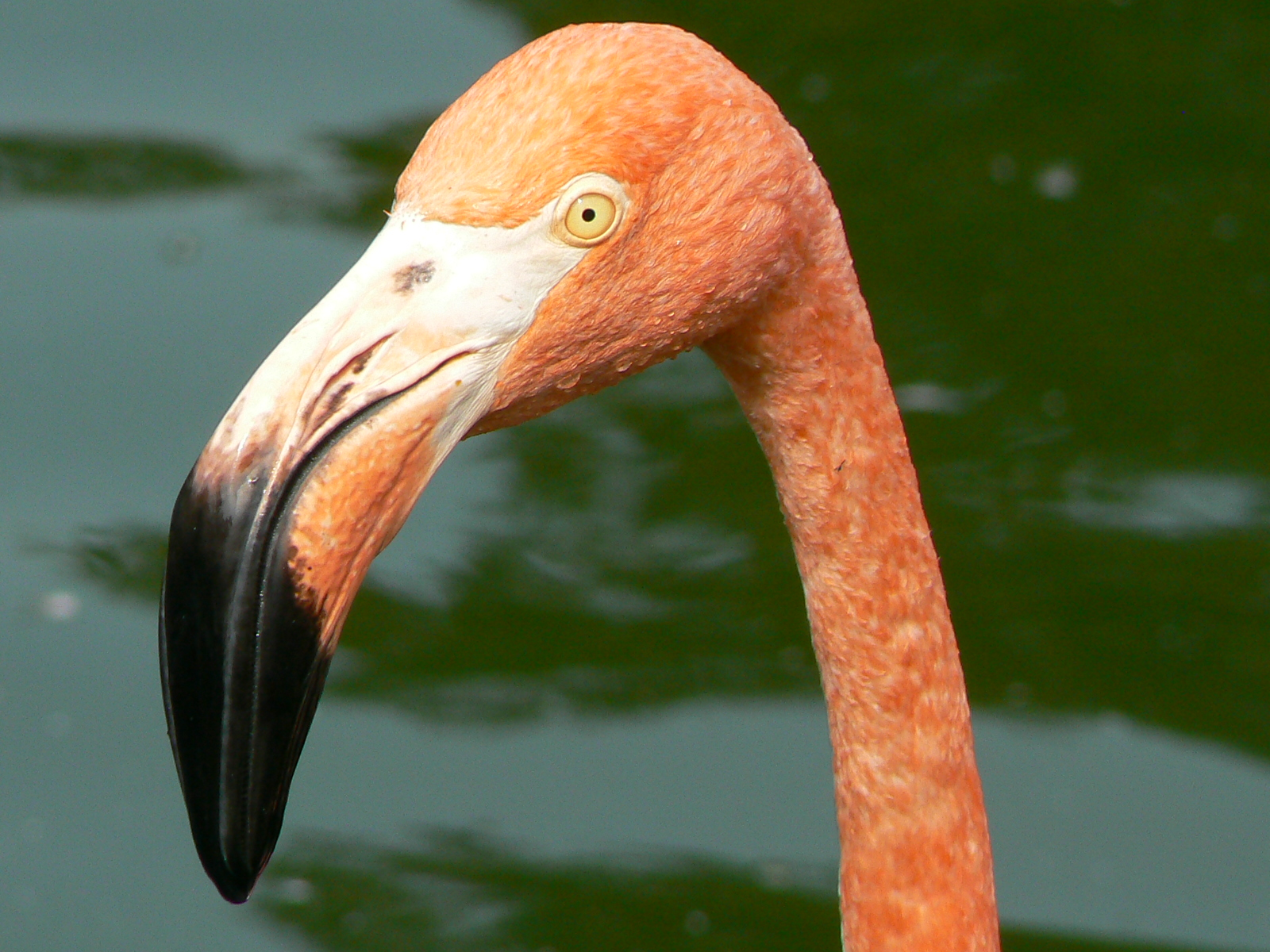
El bec arcuat està ben adaptat als fons

Els flamencs filtren els crustacis de les salmorres. els seus becs de forma especial estan adaptats a separar el fang dels aliments. Per ajudar a filtrar té unes estructures piloses anomenades lamel·les entre la mandíbula i la llengua.

### Pterosaures

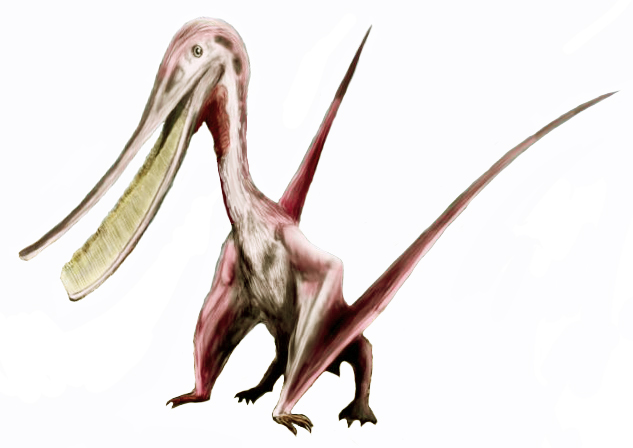
El color rosat d'aquest Pterodaustro és hipotètic, però es basa en el color dels flamencs

Certes espècies de pterosaures s'alimentaven per filtració, tenien lamel·les similars a la dels flamencs. Aquests pterosaures filtradors pertanyien a la família Ctenochasmatidae, i inclouen Pterodaustro i Ctenochasma.

### Peixos
La majoria dels peixos farratgers són filtradors d'aliment. Per exemple el Menhaden de l'Atlàntic, viu del plàncton que captura en l'aigua marina de mitjana fondària. També són un fre a la marea roja.
A més d'aquest peix òssi hi ha quatre subclasses de taurons filtradors entre ells el tauró balena.

### Crustacis

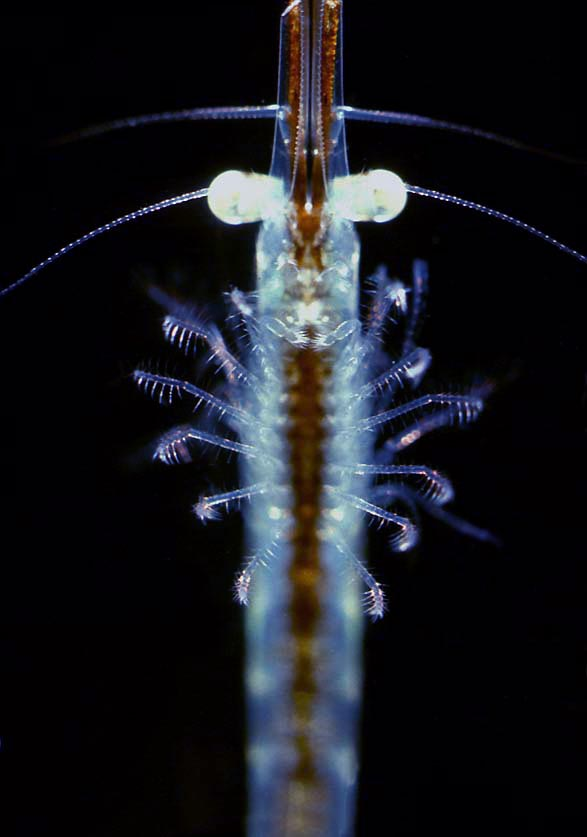
Cistell de filtratge d'un Mysidacea

- Els Mysidacea són petits crustacis que viuen prop de la costa i suren sobre el fons del mar, constantment recullen partícules amb la seva cistella del filtratge. Són una font important d'aliment per diversos peixos com el bacallà. Els mísids tenen una alta resistència a les toxines en les zones contaminades, i poden contribuir al fet que els seus depredadors tinguin alts nivells de toxines.
- El krill antàrtic se les arregla per utilitzar directament les diminutes cèl·lules del fitoplàncton, que cap altre animal més gran que el krill pot fer. Això s'aconsegueix a través de l'alimentació per filtració, utilitzant les desenvolupades potes davanteres del krill de les potes davanteres, proporcionant un aparell molt eficient de filtratges:[7] els sis toracòpodes formen un molt eficaç "cistella de l'alimentació" que s'utilitza per recollir el fitoplàncton de les aigües obertes. En l'animació a la part superior d'aquesta pàgina, el krill plana en un angle de 55° al lloc. En concentracions més baixes d'aliments, la cistella d'alimentació és empesa a través de l'aigua durant més de mig metre en una posició oberta, i llavors les algues es pentinen per l'obertura de la boca amb "setae" especials al costat interior de les toracòpods.
- Totes les 1.220 espècies conegudes de percebes s'alimenten per filtració, fent servir les seves altament modificades potes per a dirigir cap ells el plàncton de l'aigua.

### Balenes misticets
Les balenes que filtren s'inclouen en el subordre Mysticeti, dels Cetacea. Es caracteritzen per tenir plaques de balena filtradores en lloc de tenir dents com en canvi té el subordre Odontoceti.

### Bivalves
Els bivalves són mol·luscs aquàtics amb dues conquilles. La majoria dels bivalves són filtradors encara que n'hi ha de carronyers i depredadors. Els bivalves colgats a terra fan servir sifons a la superfície per alimentar-se.
Com a exemple, l'ostra dirigeix aigua a les seves ganyes a través del batec dels cilis. des de la ganya es transporta a la boca l'aliment. Cada ostra filtra fins a 5 litres d'aigua per hora,

### Esponges

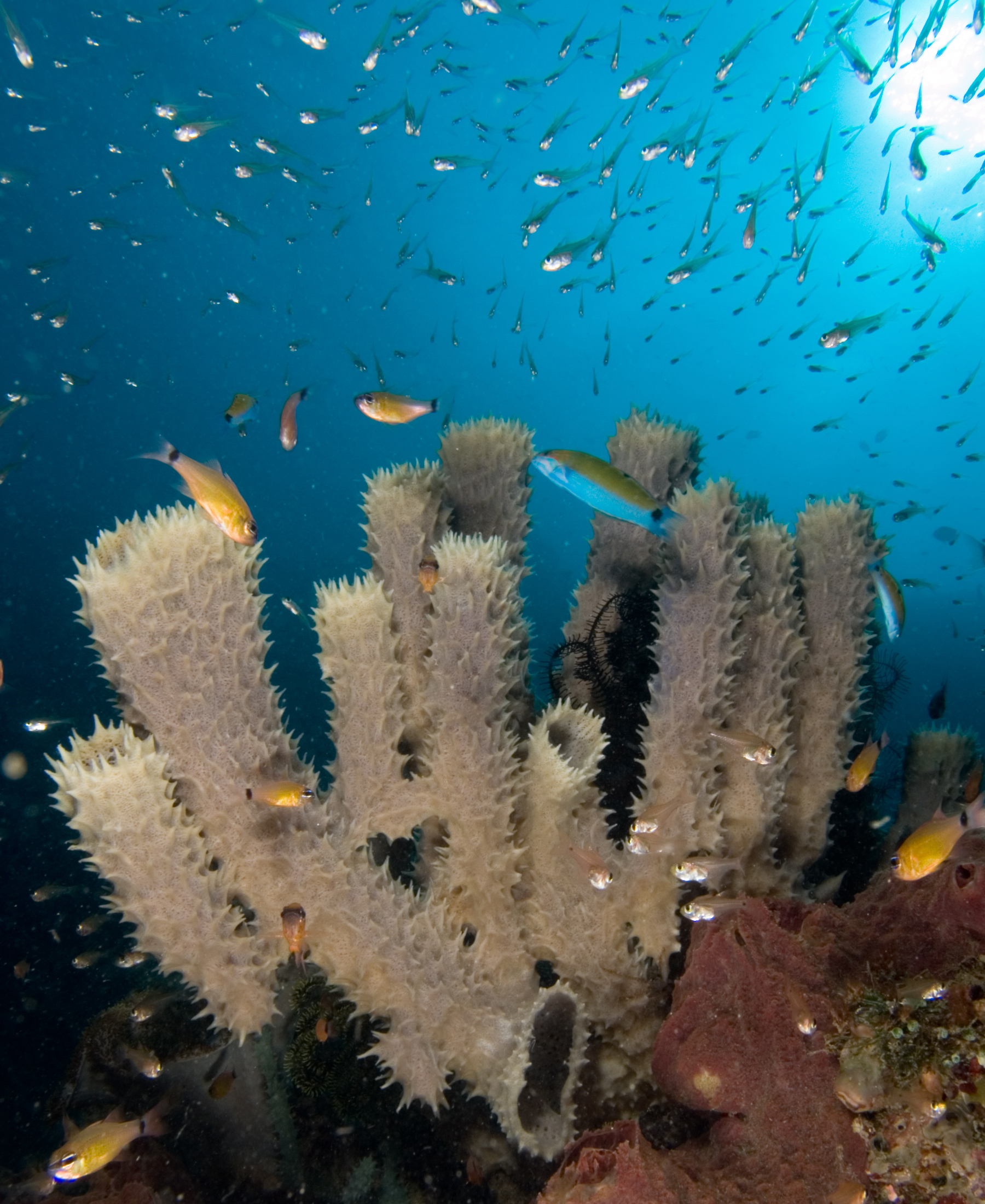
Esponges tubulars atraient peixos petits

Les esponges no tenen un autèntic sistema circulatori; en lloc d'ell creen un corrent d'aigua que es fa servir per a la circulació. Els gassos dissolts es porten a lès cèl·lules i hi entren per difusió. També els residus metabòlics es transfereixen a l'aigua per difusió. Les esponges del gènere Leuconia, per exemple, que fa uns 10 cm d'alt i 1 cm de diàmetre. S'estima que hi entra aigua per més de 80.000 canals a 6 cm per minut. Such a flow rate allows easy food capture by the collar cells. Tota l'aigua s'expel·leix per un sol osculum a una velocitat de 8,5 cm/segon.

### Cnidaris
La medusa Aurelia aurita té un conjunt de fibres que l'empenyen lentament per l'aigua. El moviment és tan lent que els copèpodes no se n'adonen i no poden reaccionar amb la resposta d'escapar.

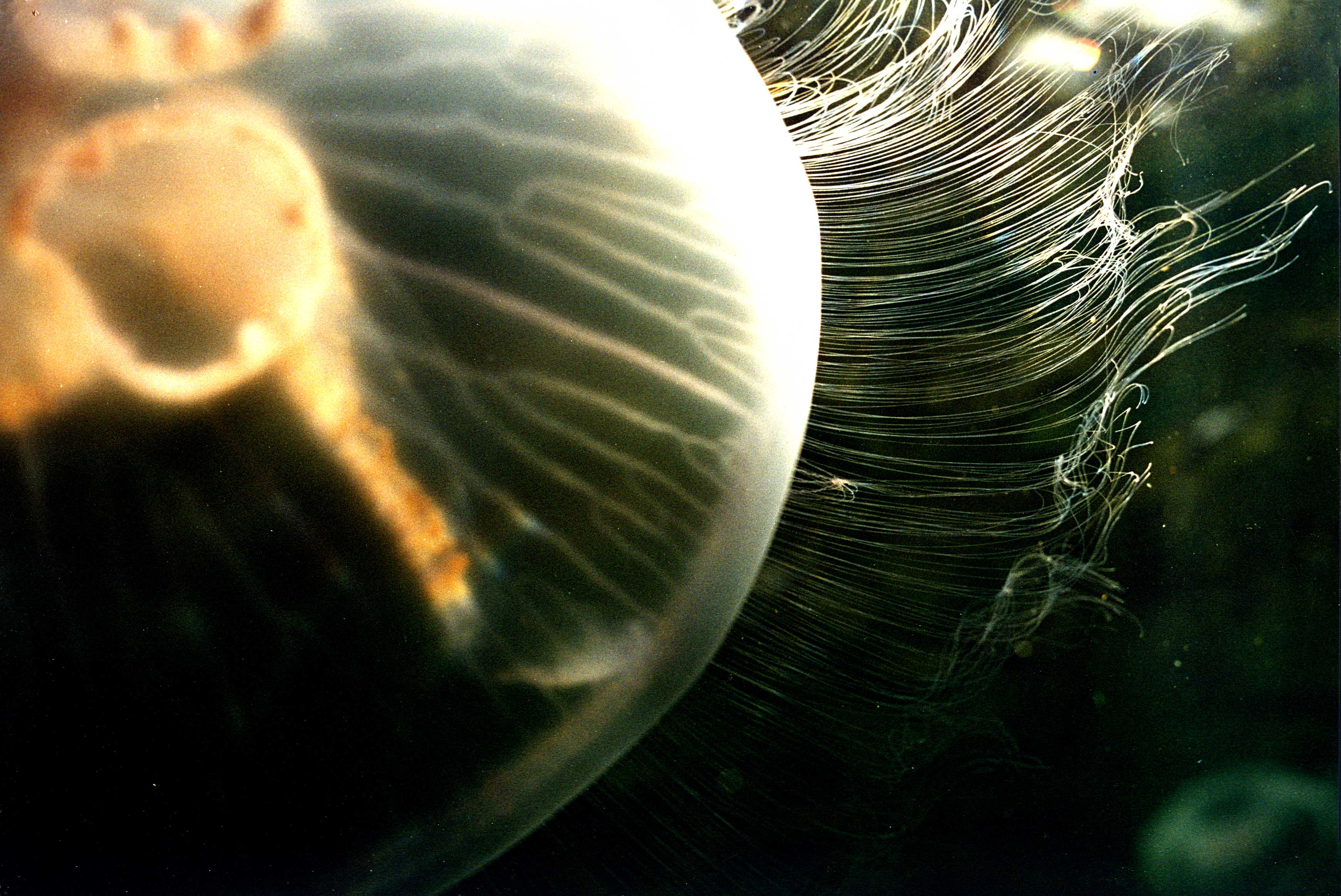
Una Aurelia a laMar Bàltica.
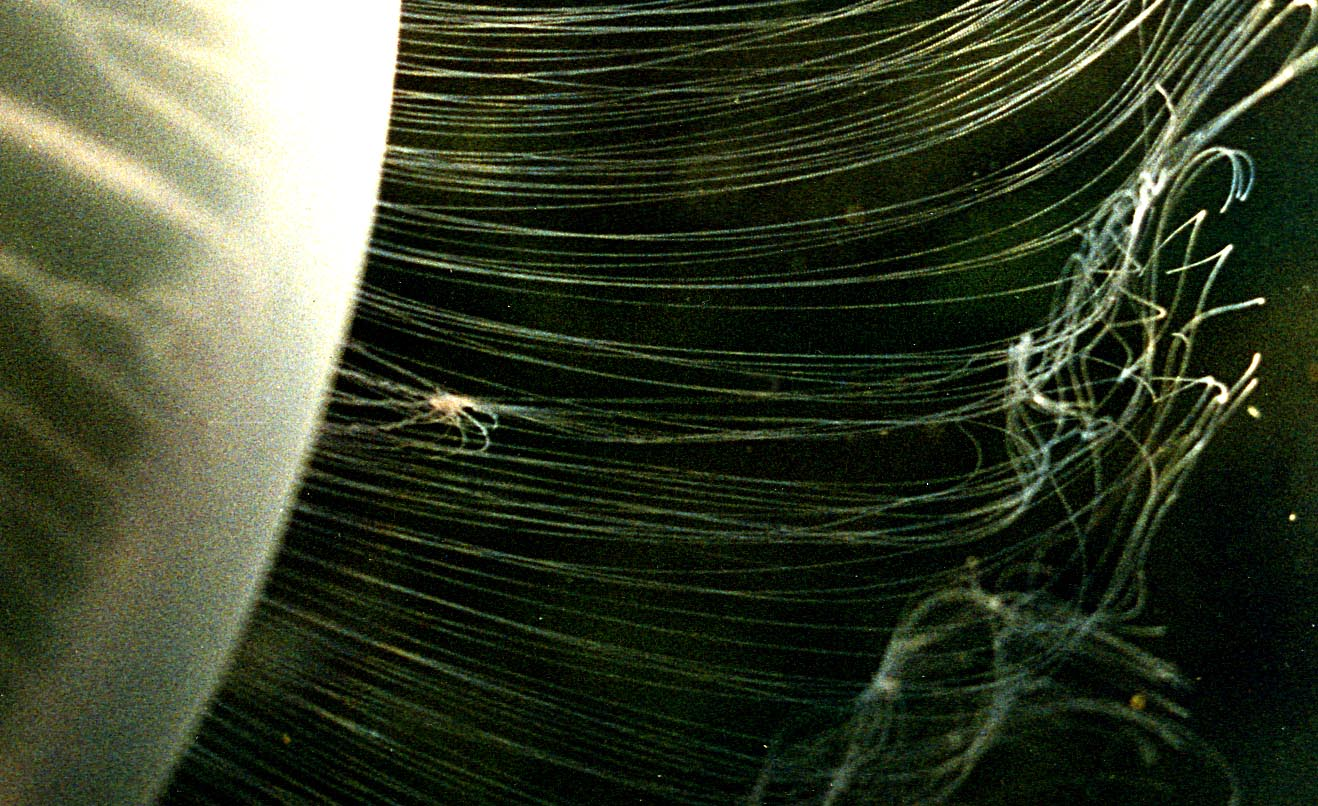
Mostrant la presa, probablement un copèpode.
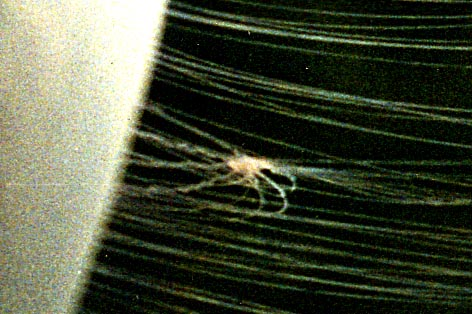
La presa és dirigida la cos per contracció de les fibres.